# La Rochette (Alpy Wysokie)
La Rochette – miejscowość i gmina we Francji, w regionie Prowansja-Alpy-Lazurowe Wybrzeże, w departamencie Alpy Wysokie.

## Demografia
Według danych na rok 1990 gminę zamieszkiwało 397 osób, a gęstość zaludnienia wynosiła 38 osób/km². W styczniu 2015 r. La Rochette zamieszkiwało 485 osób, przy gęstości zaludnienia wynoszącej 46,9 osób/km².